# Герб Запорізького району
Герб Запорізького району — офіційний символ Запорізького району, затверджений 22 січня 2009 р. рішенням сесії районної ради.

## Опис
На зеленому щиті коло, утворене праворуч половиною чорного соняшника із золотими листям, а ліворуч - половиною золотого зубчастого колеса, заповненою чорним. Поверх всього золотий колос. У пурпуровій базі золоті шабля й пернач, покладені в косий хрест. Щит обрамлений золотим декоративним картушем і увінчаний короною у вигляді стилізованої греблі. Під щитом золота девізна стрічка з написом "Запорізький район".